# Saint-Norbert (Manitoba)
Pour les articles homonymes, voir Saint-Norbert (homonymie).
Saint-Norbert est un quartier majoritairement francophone, de la banlieue sud de Winnipeg dans le Manitoba au Canada. Le quartier est situé à la confluence de la rivière Rouge et de la rivière La Salle.
Le peuplement de la localité débuta en 1822 avec l'installation de familles métisses.
Le 19 octobre 1869, la Nation métisse participa à Saint-Norbert à la désignation de Louis Riel comme secrétaire du Comité national des Métis.
Saint-Norbert comptait 5 850 habitants au recensement de 2016. La plupart des habitants de Saint-Norbert travaillent à Winnipeg.
Saint-Norbert garde sur son territoire les ruines de l'ancienne abbaye de Notre-Dame-des-Prairies, qui a été incluses dans le parc provincial du Monastère-des-Trappistes en 2002. Un autre parc provincial, le parc provincial de Saint-Norbert, est situé dans le quartier.

## Personnalités
- Louis Riel (1844-1885), chef du peuple métis dans les Prairies canadiennes et fondateur de la province du Manitoba, a envoyé Noël Ritchot à Ottawa pour la résolution pacifique du conflit entre les Métis et le gouvernement du Canada.